# VIA음악
VIA음악(러시아어: ВИА 또는 Вокально-инструментальный ансамбль "보컬-기악 합주단")은 소련의 팝 음악, 록 그룹의 공식 이름이다. 원래 VIA라는 용어는 영어의 band의 동의어로 쓰였지만 오늘날에는 구소련의 옛 그룹을 가리키는 용어로 쓰여진다.

## 역사
소련은 자국 내에 서구의 팝음악과 록을 금지시켰다. 그래서 소련의 정치인들은 다른 방법으로 금지된 장르를 합법화시겼다. 여느 음악 그룹은 소련의 주류적인 국영 매체의 돌파구를 찾기 위해서 VIA음악이라는 음악 장르로 공식적으로 등록해야 했었다. 각 VIA음악 그룹은 매니저, 프로듀서, 정부 감독관 동시에 역할하는 예술감독(художественный руководитель)이 있었다.

## 대포적인 VIA음악 그룹
- 피스탸리 (Песняры)
- 포유쉬예 기타리 (Поющие гитары)